# Zielonyj (rejon sowiecki)
Zielonyj (ros. Зелёный) – osiedle w Rosji, w obwodzie kirowskim, w rejonie sowieckim. W 2021 liczyło 276 mieszkańców.